# Lepturinae
Lepturinae су подфамилија породице стрижибубе (Cerambycidae) у коју је сврстано око 150 родова у целом свету. Донедавно су овде била укључене и Necydalinae, али су сада признате као засебна подфамилија. Било је девет признатих трибуса, а десети, Caraphiini је направљен 2016. године.

## Опште одлике
Предње коксе (кукови) су им купасте. Глава је иза очију издужена са, мање-више, израженим образима, позади са јасним вратом.Очи су округле или благо издужене. Бочне стране пронотума су понекад са квргом или зубићем. Антене су са длачицама. Елитре потпуно покривају други пар опнастих крила. Четврти чланак тарзуса је веома мали и сакривен у апикалном изрезу трећег чланка, тако да се ствара привид постојања само четири чланка. У ову потфамилију спадају мале и стрижибубе средње величине са ,углавном, витким и издуженим телом.

## Племена и родови
Потпородица Lepturinae садржи следећа племена и родове:

### Племе Caraphiini
- Caraphia Matsushita 1933 Noctileptura Chemsak & Linsley, 1984

### Племе DesmoceriniBlanchard, 1845
- Desmocerus Dejean 1821

### Племе EncyclopiniLeConte, 1873
- Encyclops Newman 1838
- Leptalia LeConte 1873

### Племе LepturiniLatreille, 1802
- Alosternida Podany 1961
- Analeptura Linsley & Chemsak 1976
- Anastrangalia Ohbayashi 1963
- Anoplodera Pic 1901
- Bellamira LeConte 1873
- Brachyleptura Casey 1913
- Cerrostrangalia Hovore & Chemsak 2005
- Charisalia Casey 1913
- Chontalia Bates 1872
- Choriolaus Bates 1885
- Cosmosalia
- Cyphonotida Casey 1913
- Dorcasina Casey 1913
- Etorofus Matsushita 1933
- Eurylemma Chemsak & Linsley 1974
- Euryptera Lepeletier & Audinet-Serville in Latreille 1828
- Fortuneleptura Villiers 1979
- Grammoptera Audinet-Serville 1835
- Idiopidonia Swaine & Hopping 1928
- Judolia Mulsant 1863
- Leptochoriolaus Chemsak & Linsley 1976
- Leptura Linnaeus 1758
- Lepturobosca (Cosmosalia) Casey 1913
- Lepturopsis Linsley & Chemsak 1976
- Lycidocerus Chemsak & Linsley 1976
- Lycochoriolaus Linsley & Chemsak 1976
- Lycomorphoides Linsley 1970
- Lygistopteroides Linsley & Chemsak 1971
- Macrochoriolaus Linsley 1970
- Megachoriolaus Linsley 1970
- Meloemorpha Chemsak & Linsley 1976
- Mimiptera Linsley 1961
- Mordellistenomimus Chemsak & Linsley 1976
- Nemognathomimus Chemsak & Linsley 1976
- Neoalosterna Podany 1961
- Neobellamira Swaine & Hopping 1928
- Neoleptura Thomson 1860
- Orthochoriolaus Linsley & Chemsak 1976
- Ortholeptura Casey 1913
- Pachytodes Pic 1891
- Pseudophistomis Linsley & Chemsak 1971
- Pseudostrangalia Swaine & Hopping 1928
- Pseudotypocerus Linsley & Chemsak 1971
- Pygoleptura Linsley & Chemsak 1976
- Stenelytrana Dejean 1837
- Stenostrophia Casey 1913
- Stenurella Rosenhauer, 1856
- Stictoleptura Casey 1924
- Strangalepta Casey 1913
- Strangalia Dejean 1835
- Strangalidium Giesbert 1997
- Strophiona Casey 1913
- Toxoleptura Miroshnikov 1998
- Trachysida Casey 1913
- Trigonarthris Haldeman 1847
- Trypogeus Lacordaire, 1869
- Typocerus LeConte 1850
- Xestoleptura Casey 1913

### Племе OxymiriniDanilevsky, 1997
- Neoxymirus Miroshnikov 2013
- Oxymirus Mulsant 1862

### Племе RhagiiniKirby, 1837
- Acmaeops LeConte 1850
- Acmaeopsoides Linsley & Chemsak 1976
- Anthophylax LeConte 1850
- Apiocephalus Gahan, 1898
- Brachysomida Casey 1913
- Brachyta Fairmaire 1868
- Centrodera LeConte 1850
- Comacmaeops Linsley & Chemsak 1972
- Cortodera Mulsant 1863
- Enoploderes LeConte 1862
- Evodinus LeConte 1850
- Gaurotes LeConte 1850
- Metacmaeops Linsley & Chemsak 1972
- Neanthophylax Linsley & Chemsak 1972
- Pachyta Dejean 1821
- Pidonia Thomson 1864
- Piodes LeConte 1850
- Pseudogaurotina Plavilstshikov 1958
- Rhagium Fabricius 1775
- Stenocorus Reitter 1912
- Tomentgaurotes Podany 1962

### Племе RhamnusiiniSama, 2009
- Neorhamnusium Hayashi 1976
- Rhamnusium Latreille 1829

### Племе SachalinobiiniDanilevsky, 2010
- Sachalinobia

### Племе XylosteiniReitter, 1913
- Leptorhabdium Kraatz 1879
- Pseudoxylosteus Sama 1993

### Incertae sedis
- †Leptura longipennis (nomen dubium; не припада роду Leptura)[4]

## Lepturinae у Србији
У Србији је забележено 29 родова из ове подфамилије, а овде су побројане неке значајне врсте:
- Cortodera flavimana
- Cortodera holosericea
- Cortodera humeralis
- Dinoptera collaris
- Gaurotes virginea
- Leptura quadrifasciata
- Pachyta quadrimaculata
- Pachytodes cerambyciformis
- Pachytodes erraticus
- Rutpela maculata
- Stenurella bifasciata
- Stenurella melanura
- Stenurella septempunctata